# Frits Damrow
 (septembre 2012).
Si vous disposez d'ouvrages ou d'articles de référence ou si vous connaissez des sites web de qualité traitant du thème abordé ici, merci de compléter l'article en donnant les références utiles à sa vérifiabilité et en les liant à la section « Notes et références ».
 (février 2025).
Le contenu est difficilement compréhensible vu les erreurs de traduction, qui sont peut-être dues à l'utilisation d'un logiciel de traduction automatique.
 (février 2025).
La mise en forme du texte ne suit pas les recommandations de Wikipédia : il faut le « wikifier ».
Les points d'amélioration suivants sont les cas les plus fréquents :
- Les titres sont pré-formatés par le logiciel. Ils ne sont ni en capitales, ni en gras.
- Le texte ne doit pas être écrit en capitales (les noms de famille non plus), ni en gras, ni en italique, ni en « petit »…
- Le gras n'est utilisé que pour surligner le titre de l'article dans l'introduction, une seule fois.
- L'italique est rarement utilisé : mots en langue étrangère, titres d'œuvres, noms de bateaux, etc.
- Les citations ne sont pas en italique mais en corps de texte normal. Elles sont entourées par des guillemets français : « et ».
- Les listes à puces sont à éviter, des paragraphes rédigés étant largement préférés. Les tableaux sont à réserver à la présentation de données structurées (résultats, etc.).
- Les appels de note de bas de page (petits chiffres en exposant, introduits par l'outil «  Source ») sont à placer entre la fin de phrase et le point final[comme ça].
- Les liens internes (vers d'autres articles de Wikipédia) sont à choisir avec parcimonie. Créez des liens vers des articles approfondissant le sujet. Les termes génériques sans rapport avec le sujet sont à éviter, ainsi que les répétitions de liens vers un même terme.
- Les liens externes sont à placer uniquement dans une section « Liens externes », à la fin de l'article. Ces liens sont à choisir avec parcimonie suivant les règles définies. Si un lien sert de source à l'article, son insertion dans le texte est à faire par les notes de bas de page.
- La présentation des références doit suivre les conventions bibliographiques. Il est recommandé d'utiliser les modèles {{Ouvrage}}, {{Chapitre}}, {{Article}}, {{Lien web}} et/ou {{Bibliographie}}. Le mode d'édition visuel peut mettre en forme automatiquement les références.
- Insérer une infobox (cadre d'informations à droite) n'est pas obligatoire pour parachever la mise en page.

Pour une aide détaillée, merci de consulter Aide:Wikification.
Si vous pensez que ces points ont été résolus, vous pouvez retirer ce bandeau et améliorer la mise en forme d'un autre article.
Frits Damrow est un soliste international concerts et enregistrements, trompette solo de l'Orchestre royal du Concertgebouw d'Amsterdam, et professeur de trompette au conservatoire d’Amsterdam. Bien que toujours basé dans le pays de sa naissance, aux Pays-Bas, il aime aussi donner des ateliers et des master-class sur différents continents.

## Biographie
Frits Damrow a commencé sa carrière musicale comme trompette solo de l'Orchestre Symphonique de la Radio des Pays-Bas, quand il avait 21 ans et avait encore pour terminer ses études au conservatoire de Maastricht. Après 9 ans, il a été nommé trompette solo de l'Orchestre royal du Concertgebouw d'Amsterdam occupe ce poste depuis 1991 jusqu'au 2010. Il a également été actif en tant que professeur de trompette au conservatoire d’Amsterdam de 1993 jusqu'au 2010.
En tant que musicien Damrow Frits chambre a joué dans différents groupes tels que les Solistes de Bach Amsterdam, le Netherlands Wind Ensemble, la bande ébène, le Quintette de cuivres Brass Ensemble et de l'Orchestre royal du Concertgebouw.

### Enseignant
Depuis 2009, il a été professeur de trompette à l'Université des Arts de Zurich en Suisse (Zürcher Hochschule der Künste).
Il est un enseignant régulier et soliste à des cours d'été et festivals, comme le Summer Wind Academy Hamamatsu au Japon, au Mexique Musica Verano, la Semaine italienne en laiton, Summer Academy Ionienne en Grèce, Cursu international de Musica en Espagne, Blekinge Int. Brass Academy en Suède, le vent Tbilissi Festival et Sauerland Herbst en Allemagne. Il a également donné de maître à des institutions comme l'Université Northwestern à Chicago, le Conservatoire de San Francisco, à l'Institut de musique Curtis de Philadelphie, au Conservatoire royal de Bruxelles, la Hochschule de Fribourg, le Richard Strauss Konservatorium à Munich, le Conservatoire Tchaïkovski de Moscou et de l'Académie Gnessine dans Moscou, le Conservatoire d'Etat à Athènes, en Grèce, Shobi Université de Tokyo, l'Université nationale de Séoul et plusieurs universités en Chine. En tant que soliste, Frits Damrow a joué avec des orchestres tels que l'Orchestre royal du Concertgebouw, Symfonietta Amsterdam, Rotterdam Chamber Orchestra, l'Orchestre de chambre italien, l'Orchestre National de Lituanie, Slovaquie Symfonietta et l'Orchestre Symphonique de Séoul.

### Éducation
Zürich Université des Arts (Zürcher Hochschule der Künste) Depuis 2009 Damrow Frits est professeur de trompette à l'Université des Arts de Zurich  où il enseigne une classe internationale des étudiants en leur offrant une trompette programme complet:Damrow étudie la trompette et orchestre d'harmonie orchestre au Conservatoire de Maastricht. Il a ensuite étudié plus à James Stamp (États-Unis), Thomas Stevens (USA) et Pierre Thibaud (Paris).

## Activités

### Publications
- Vocalises
- Bach For Trumpet
- Fitness For Brass
- Des Études Multistyle
- Bel Canto For Brass
- Missa Brevis
- Sound The Trumpet
- Festive Baroque

### CD[5]
- Romance
- Sonate / Sonatine
- Laiton de l'Orchestre royal du Concertgebouw
- Impressions de Russie

### Instruments
Une embouchure a été développée pour et avec Frits Damrow. Elle peut être comparée avec un 16C4 ou un Bach 1 1/5 C. La jante est semi plat, offre une sensation de confort avec flexibiliy suffisant. La coupelle est de profondeur moyenne et l'alésage est plus grand que le standard: 3,88 mm.
Également de la queue est plus grand que la norme, offrant une sensation plus facile à jouer et un son plus gros et plus puissant que la plupart des modèles standard.